# Infanterie-Division Hamburg
La Infanterie-Division Hamburg fu una divisione dell'esercito tedesco attiva durante la seconda guerra mondiale.

## Storia
La divisione fu costituita come formazione di emergenza il 4 marzo 1945, lo schieramento fu completato entro l'8 marzo e la divisione fu portata d'urgenza nel settore di Wesel. Tutte le formazioni della divisione furono distrutte nell'aprile 1945 nella sacca della Ruhr vicino a Essen.

## Ordine di battaglia
- Grenadier-Regiment 558
- Grenadier-Regiment 559
- Divisions-Füsilier-Bataillon 324
- Artillerie-Regiment 324
- Pionier-Bataillon 324
- Nachrichten-Abteilung 324[1]

## Comandanti
- Generalleutnant Walter Steinmüller (4 marzo 1945 - aprile 1945)[1]